# Сомов, Сергей Михайлович
Серге́й Миха́йлович Со́мов (23 июня 1854 — 7 октября 1924) — петроградский губернский предводитель дворянства, последний в истории член Государственного совета по назначению.

## Биография

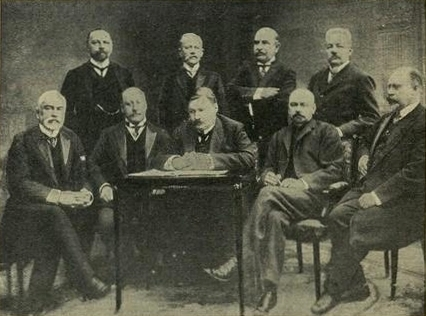
Дирекция РМО в 1909 году: крайний слева сидит С. М. Сомов.

Православный. Из потомственных дворян Воронежской губернии. Землевладелец той же губернии (437 десятин), домовладелец Воронежа (приобретенный каменный дом). Племянник сенатора А. Н. Сомова.
По окончании Императорского училища правоведения в 1875 году, поступил на службу в департамент Министерства юстиции. В том же году был переведен в синодальное ведомство с причислением к канцелярии обер-прокурора Святейшего Синода и назначением и. д. младшего секретаря Синода.
Камер-юнкер (1878), камергер (1896), действительный статский советник (1907), гофмейстер (1917).
В 1884 году был назначен членом общего присутствия хозяйственного управления при Святейшем Синоде. В 1889 году был уволен от должности и причислен к канцелярии обер-прокурора Святейшего Синода сверх штата в связи с избранием председателем Нижнедевицкого мирового съезда.
С 1883 года состоял почетным мировым судьей Нижнедевицкого мирового округа. Избирался Нижнедевицким уездным (1894) и Воронежским губернским (1895—1897) предводителем дворянства. В 1898 году был причислен к Министерству внутренних дел, а в 1902 — и к ведомству учреждений императрицы Марии. Стал одним из основателей и бессменным председателем Воронежского отделения Русского музыкального общества, входил в состав дирекции РМО. В 1904—1913 годах состоял попечителем детского приюта в память цесаревича Николая Александровича.
В 1912 году был избран санкт-петербургским уездным, а 14 февраля 1914 — губернским предводителем дворянства. В 1914—1915 участвовал в съездах Объединенного дворянства от Петроградской губернии. Состоял почетным мировым судьей Санкт-Петербургского уезда (1913—1915). В 1916 был назначен также почетным опекуном и управляющим хозяйственной частью Патриотического и Елизаветинского институтов в Петрограде.
1 января 1917 года был пожалован в гофмейстеры, а 11 февраля 1917 — назначен членом Государственного совета (последнее назначение в истории). Входил в правую группу. 1 мая 1917 оставлен за штатом.
После Октябрьской революции эмигрировал в Германию. Оставил воспоминания (не опубликованы).
Умер в 1924 году в Мюнхене (по другим данным — в Риме). Похоронен на кладбище Тестаччо в Риме.

## Семья
В 1881 году женился на Вере Александровне Родионовой (1862—1920). Их дети:
- Сергей (1888—1976), воспитанник Училища правоведения (1909), ротмистр лейб-гвардии Гусарского полка. В эмиграции во Франции[2][3].
- Мария (1885—?)
- Варвара (1892—1953), в замужестве Поливанова.
- Вера (1896—?)

## Награды
- Орден Святого Владимира 3-й ст. (1896)
- Орден Святого Станислава 1-й ст. (1910)
- Орден Святой Анны 1-й ст. (1914)
- медаль «В память царствования императора Александра III»
- медаль «За труды по первой всеобщей переписи населения»
- медаль «В память 300-летия царствования дома Романовых»